# Louis Van Lint

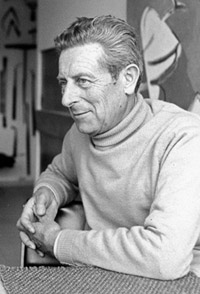
Louis Van Lint in 1984

Louis Van Lint (Brussel, 26 december 1909 - Kraainem, 27 december 1986) was een Belgisch kunstschilder.
Van Lint studeerde aan de Académies des Beaux-arts de Bruxelles in Sint-Joost-ten-Node.
Hij begon te schilderen in een expressionistische schilderstijl. Na in 1945 lid te zijn geworden van de Belgische kunstgroepering La Jeune Peinture Belge ging hij op een meer abstracte wijze werken.
Via Pierre Alechinsky kwam hij in contact met de Cobra-beweging. Begin jaren vijftig exposeerde hij samen met enkele Cobra-kunstenaars. Nauw betrokken bij deze beweging is Van Lint echter nooit geweest.
Vanaf het midden van de jaren 50 ontwikkelde zijn stijl zich tot een kleurig en warm abstractisme.

## Werken
- De kippenren (1946)[2]
- Chartres 1950[3]